# Renáta Katona
Renáta Katona (née le 17 novembre 1994) est une escrimeuse hongroise, pratiquant le sabre.

## Carrière
Elle remporte la médaille d’argent par équipes lors des Championnats d'Europe 2019.
Elle remporte la médaille de bronze en sabre par équipes aux Jeux européens de 2023 à Cracovie, qui font office de Championnats d'Europe pour les épreuves par équipes.